# مشروع غيسندهايت
مشروع غيسندهايت (بالإنجليزية: Project Gesundheit)‏ هو مبادرة أطلقتها شركة أمازون (Amazon.com) لإيجاد علاج للزكام.
يُقال إن المبادرة تُدار من قِبل فريق البحث والتطوير "غراند تشالنج" التابع لخدمات أمازون ويب. تأسس فريق "غراند تشالنج"، المعروف أيضًا باسم 1492 وأمازون إكس، عام 2014، وأفادت قناة سي إن بي سي أن فريق العمل فيه يضم "مهندسين سابقين في جوجل إكس ومؤسسين لشركات ناشئة في مجال الصحة".